# Liste der Monuments historiques in Sedan
Die Liste der Monuments historiques in Sedan führt die Monuments historiques in der französischen Gemeinde Sedan auf.

## Liste der Immobilien
| Bezeichnung                              | Beschreibung | Standort                                                  | Kennzeichnung | Schutzstatus   | Datum          | Bild           |
| ---------------------------------------- | --- | --------------------------------------------------------- | ------------- | -------------- | -------------- | -------------- |
| Château-Bas de Sedan                     | auch Palais des Princes; Stadtschloss, 1611 bis 1613 erbaut; mit den zum Teil älteren Wirtschaftsgebäuden                                   | Place du Château (Lage)                                   | PA00078517    | Classé Inscrit | 1952 2003      | weitere Bilder |
| Maison du Gros Chien                     | ehemalige Textilmanufaktur, ab 1629 | 1 rue du Ménil, 2–4 rue Berchet (Lage)                    | PA00078522    | Classé         | 1978           | weitere Bilder |
| Kirche St-Charles-Borromée               | 1593 erbaut | Place d’Armes (Lage)                                      | PA00078520    | Classé         | 1980           | weitere Bilder |
| Wohnhaus                                 | aus dem 18. Jahrhundert | 16 rue du Ménil (Lage)                                    | PA00078521    | Inscrit        | 1981           | weitere Bilder |
| Burg Sedan                               | 1424 begonnen, 1530 verstärkt | Place du Château (Lage)                                   | PA00078518    | Classé         | 1965           | weitere Bilder |
| Wohn- und Geschäftshaus                  | ehemaliges Rathaus, erste Hälfte des 17. Jahrhunderts                                                                                       | 39, 39bis rue de l’Horloge, 11bis rue Saint-Michel (Lage) | PA08000002    | Inscrit        | 1996           | weitere Bilder |
| Krypta des irischen Kapuzinerklosters    | Kloster 1657 gegründet, seit 1802 als Militärkrankenhaus genutzt, 1969 abgebrochen; Krypta und Grabmal des Maréchal Abraham de Fabert, 1662 | Rampe des Capucins (Lage)                                 | PA00078519    | Classé         | 1962           | weitere Bilder |
| Textilmanufaktur Cunin-Gridaine          | aus der ersten Hälfte des 18. Jahrhunderts                                                                                                  | 9 rue de Bayle (Lage)                                     | PA00078559    | Inscrit        | 1991           | weitere Bilder |
| Königliche Textilmanufaktur von Dijonval | 1646 gegründet, Hauptgebäude mit zwei Seitenflügeln zwischen 1755 und 1778 erbaut, Architekt Nicolas Quatremère                             | 6–10 avenue du Général Margueritte (Lage)                 | PA00078523    | Inscrit Classé | 1962 1977 1980 | weitere Bilder |
| Synagoge                                 | 1878 erbaut | 6 avenue de Verdun (Lage)                                 | PA00078524    | Inscrit        | 1984           | weitere Bilder |
| Deutsches Gefallenendenkmal              | 1915 errichtet, Entwurf Ludwig Lony | Rampe du Cimetiere St-Charles, auf dem Friedhof (Lage)    | PA08000019    | Inscrit        | 2017           |                |

## Liste der Objekte
| Bezeichnung                                                              | Beschreibung | Standort                                                     | Kennzeichnung | Schutzstatus | Datum | Bild |
| ------------------------------------------------------------------------ | --- | ------------------------------------------------------------ | ------------- | ------------ | ----- | ---- |
| Wickelmaschine                                                           | Ende des 19. Jahrhunderts von Martinot Frères gebaut | 13 boulevard Gambetta, in der ehemaligen Textilfabrik (Lage) | PM08001291    | Inscrit      | 2010  |      |
| Vier Beichtstühle                                                        | Holz, um 1770 | in der Kirche St-Charles-Borromée (Lage)                     | PM08000762    | Inscrit      | 1972  |      |
| Kredenz (1)                                                              | Holz, bemalt und vergoldet, Marmor, 18. Jahrhundert | in der Kirche St-Charles-Borromée (Lage)                     | PM08000511    | Classé       | 1970  |      |
| Chorgestühl und Wandvertäfelung                                          | Holz, teilweise vergoldet, 18. Jahrhundert | in der Kirche St-Charles-Borromée (Lage)                     | PM08000512    | Classé       | 1970  |      |
| Sechs Jaquardwebmaschinen und drei weitere Textilmaschinen               | zwischen 1875 und 1930 gebaut | 13 boulevard Gambetta, in der ehemaligen Textilfabrik (Lage) | PM08000711    | Classé       | 2012  |      |
| Gemälde Der heilige Karl Borromäus spendet den Pestkranken die Kommunion | Ölfarbe auf Leinwand, erste Hälfte des 19. Jahrhunderts von Abraham von Orval                                                                             | in der Kirche St-Charles-Borromée (Lage)                     | PM08000759    | Inscrit      | 1972  |      |
| Taufbecken und -altar                                                    | Taufbecken, Altartisch, Retabel und Altarbild; Kalkstein, Marmor, Holz, farbig gefasst und vergoldet, sowie Ölfarbe auf Leinwand, 18. und 19. Jahrhundert | in der Kirche St-Charles-Borromée (Lage)                     | PM08000763    | Inscrit      | 1972  |      |
| Zettelmaschine                                                           | Anfang des 20. Jahrhunderts bei Henri Vandamme gebaut | 13 boulevard Gambetta, in der ehemaligen Textilfabrik (Lage) | PM08001292    | Inscrit      | 2010  |      |
| Kredenz (2)                                                              | Holz, bemalt und vergoldet, Marmor, 18. Jahrhundert | in der Kirche St-Charles-Borromée (Lage)                     | PM08000510    | Classé       | 1970  |      |
| zwei Seitenaltäre                                                        | jeweils Altartisch, Retabel und Baldachin; Marmor, Stein Holz, Mitte des 18. Jahrhunderts                                                                 | in der Kirche St-Charles-Borromée (Lage)                     | PM08000513    | Classé       | 1971  |      |
| Orgel                                                                    | Ensemble aus PM08000708 und PM08000709 | in der Kirche St-Charles-Borromée (Lage)                     | PM08000707    | Classé       | 2001  |      |
| Orgelprospekt                                                            | um 1768 von Jacques Cochu gebaut | in der Kirche St-Charles-Borromée (Lage)                     | PM08000708    | Classé       | 2001  |      |
| Instrumentalteil der Orgel                                               | 1899 von Michel, Merklin & Kuhn gebaut | in der Kirche St-Charles-Borromée (Lage)                     | PM08000709    | Classé       | 2001  |      |
| Jaquardwebmaschine                                                       | Ende des 19. Jahrhunderts gebaut | 13 boulevard Gambetta, in der ehemaligen Textilfabrik (Lage) | PM08001289    | Inscrit      | 2010  |      |
| Zwei Jaquardwebmaschinen                                                 | Ende des 19. Jahrhunderts gebaut | 13 boulevard Gambetta, in der ehemaligen Textilfabrik (Lage) | PM08001287    | Inscrit      | 2010  |      |
| Kruzifix                                                                 | Holz, 17. Jahrhundert | in der Kirche St-Charles-Borromée (Lage)                     | PM08001065    | Inscrit      | 1977  |      |
| Altarkreuz und sechs Altarleuchter                                       | Bronze, vergoldet, erste Hälfte des 19. Jahrhunderts | in der Kirche St-Charles-Borromée (Lage)                     | PM08000760    | Inscrit      | 1972  |      |
| Jaquardwebmaschine                                                       | 1928 von Nollet Parent & Fils gebaut | 13 boulevard Gambetta, in der ehemaligen Textilfabrik (Lage) | PM08001290    | Inscrit      | 2010  |      |
| Grablegungsgruppe                                                        | Stein, farbig gefasst, 16. Jahrhundert; aus der Kirche St-Remi in Séchault                                                                                | Fond de Givonne, in der Kirche St-Étienne (Lage)             | PM08000509    | Classé       | 1933  |      |
| Hauptaltar                                                               | Altartisch, Tabernakel und Retabel; Marmor, erste Hälfte des 19. Jahrhunderts                                                                             | in der Kirche St-Charles-Borromée (Lage)                     | PM08000758    | Inscrit      | 1972  |      |
| Kanzel                                                                   | Holz, bemalt und vergoldet, um 1800 | in der Kirche St-Charles-Borromée (Lage)                     | PM08000761    | Inscrit      | 1972  |      |
| Zwei Jaquardwebmaschinen                                                 | Ende des 19. Jahrhunderts gebaut | 13 boulevard Gambetta, in der ehemaligen Textilfabrik (Lage) | PM08001288    | Inscrit      | 2010  |      |